# Кононенко Євгенія Анатоліївна
Євгенія Анатоліївна Кононенко (нар. 17 лютого 1959, Київ) — сучасна українська письменниця і перекладачка.

## Життєпис
Закінчила механіко-математичний факультет Київського державного університету ім. Т. Шевченка у 1981 р. та французьку філологію Київського педагогічного інституту іноземних мов 1994 р.
Кононенко мешкає в Києві, працює науковою співробітницею Українського центру культурних досліджень. Є членкинею Національної спілки письменників України та Асоціації українських письменників

## Творчість
Євгенія Кононенко є авторкою низки новел та багатьох перекладів. Вона перекладає з французької та англійської. Переклади з французької поезії друкувались у «Березолі» (1992 — Ч. 3—4), «Всесвіті» (1995 — Ч. 2) та інших виданнях.
За переклад антології французького сонета стала лавреаткою спільної премії імені Миколи Зерова Міністерства культури України й посольства Франції (1993).
У її власному творчому доробку — поезії, оповідання та есеї, повісті та романи, декілька дитячих книжок, літературні переклади, культурологічні розвідки, журналістські статті та рецензії тощо. Але найбільше визнання Кононенко отримала за коротку прозу: книжки її оповідань, новел та есеїв перевидаються в Україні, перекладаються за кордоном і є темами наукових досліджень. Коротку прозу Кононенко вже читають англійською, німецькою, французькою, хорватською, фінською, чеською, російською, польською, білоруською та японською мовами. Практично всі антології сучасної української літератури, перекладені та видані за кордоном, містять твори Євгенії Кононенко, а кілька з них отримали свої назви саме за назвами творів письменниці, включених до них.
Літературні критики відзначають стиль Євгенії Кононенко: «Уже прозовий дебют Євгенії Кононенко у „Сучасності“ (1994 — Ч.4) дав підстави говорити, що в українську літературу прийшов цікавий прозаїк із оригінальним стилем. Багатьом оповіданням Євгенії притаманні передовсім легкість і розкутість письма, динаміка та внутрішній аристократизм, навіть тоді, коли вона описує нашу житейську дріб'язковість».
Творчість мисткині також відзначено багатьма літературними та книжковими преміями. Вона є лавреаткою літературної премії «Гранослов», Всеукраїнського рейтингу «Книжка року», лавреаткою Всеукраїнського конкурсу романів, кіносценаріїв і п'єс «Коронація слова», премії часопису «Сучасність», літературної премії часопису «Березіль», переможицею Другого всеукраїнського конкурсу радіоп'єс «Відродимо забутий жанр» Національної радіокомпанії України, переможицею всеукраїнського конкурсу оповідання на київську тематику «З Києва з любов'ю», лавреаткою першої премії міжнародного літературного фестивалю «Просто так».

### Дитячі книги
- Інфантазії: За мотивами поезій Клода Руа. — Київ : Факт, 2001
- Неля, яка ходить по стелі. — Київ : Грані-Т, 2008, серія «Сучасна дитяча поезія»
- Неля сходить зі стелі. — Київ : Грані-Т, 2009, серія «Сучасна дитяча поезія»
- Бабусі також були дівчатами. — Київ : Грані-Т, 2010, серія «Дивний детектив-08»

### Поезія
- Вальс першого снігу. Збірка поезій. — Київ : Спілка письменників України, 1997

### Есеїстика
- Героїні та герої. Збірка есе. — Київ : Грані-Т, 2010, серія «De profundis»
- У черзі за святою водою. Збірка есе. — Київ : PR-Prime Company, 2013

### Переклади
- Анні Ерно «Пристрасть». — Київ : Факт, 2002
- Елі Візель «Світанок». — Київ : Дух і Літера, 2006
- Клод Руа «На захист крокодилів». — Київ: Грані-Т, 2008, серія «Дитяча іронічна поезія»
- Еміль Нелліган «Макабричний бенкет». — Львів : Кальварія, 2009
- Мюріель Барбері «Елегантна їжачиха». — Київ : Нора-друк, 2010
- Гюґо Гамільтон «Люди з веснянками». — Львів : Піраміда, 2012
- Анна Гавальда «Мені б хотілось, щоби хтось мене десь чекав». — Львів : Видавництво Старого Лева, 2015
- Еліс Манро «Забагато щастя». — Львів : Видавництво Старого Лева, 2017, с. 352. ISBN 978-617-679-329-8
- Томас Сандоз «Прогулянка пропащих». — К.: Видавництво Анетти Антоненко, 2021, 160 с. ISBN 978-617-765-451-2
- Симона де Бовуар. Ошукана жінка. пер. з французької Євгенії Кононенко. – Київ: SNOWDROP, 2020[1].

## Вибрана критика
- Грабовський С. Країна неполоханої Імітації (Євгенія Кононенко Імітація — Львів : Кальварія, 2001) // Книжник review — 2001 — Ч. 23.
- Дубинянська Яна. Відвертість без шоку // Літакцент, 16 Груд 2009 http://litakcent.com/2009/12/16/vidvertist-bez-shoku.html%5Bнедоступне+посилання+з+липня+2019%5D
- Дусова Ж. Література селяві (Євгенія Кононенко Оповідання // Сучасність 1994 Ч 4) // Слово і час 1994 — Ч. 11—12.
- Євгенія Кононенко. Крива творчості має йти вгору // Українська літературна газета. — 2009. — № 4 (25 лист.). https://web.archive.org/web/20110907010025/http://www.litgazeta.com.ua/node/141
- Квітка В. Неімітована «локшина на ваших вухах»(Євгенія Кононенко Імітація — Львів : Кальварія, 2001) // Книжник review — 2002. — Ч. 3.
- Лебідь Наталя. Шоку не буде (Євгенія Кононенко. Книгарня ШОК) // Україна молода. — 2009. — № 185 (7 жовт.). https://www.umoloda.kyiv.ua/number/1506/164/52993/ [Архівовано 25 липня 2020 у Wayback Machine.]
- Матвієнко С. Твір звичайний (Євгенія Кононенко Імітація — Львів : Кальварія, 2001) // Книжник review — 2001 — Ч. 21.
- Стріха М. Портрет покоління на тлі втрачених стін (Євгенія Кононенко Колосальний сюжет — К. : Задруга, 1998) // Критика — 1998 — Ч. 6.
- Стріха М. Дзеркало доби Імітації (Євгенія Кононенко Імітація — Львів : Кальварія, 2001) // Книжник review — 2001 — Ч. 21.
- Театр, життя і телевізор (Євгенія Кононенко. Симбалайн) // Друг читача, 16.11.2015 http://vsiknygy.net.ua/shcho_pochytaty/42806/ [Архівовано 26 листопада 2015 у Wayback Machine.]
- Kindlerová Rita. Kononenko, Jevhenija: Knyharňa «Šok» // iLiteratura.cz, 16.5.2011 http://iliteratura.cz/Clanek/28269/kononenko-jevhenija-knyharna-sok- [Архівовано 20 квітня 2016 у Wayback Machine.]
- Kindlerová Rita. Kononenko, Jevhenija: Nostalhija // iLiteratura.cz, 20.01.2014 http://iliteratura.cz/Clanek/32615/kononenko-jevhenija-nostalhija#hodnoceni [Архівовано 23 квітня 2016 у Wayback Machine.]